# Distrito de Malkangiri
Malkangiri es un distrito de la India en el estado de Orissa. Código ISO: IN.OR.ML.
Comprende una superficie de 6115 km².
El centro administrativo es la ciudad de Malkangiri.

## Demografía
Según censo 2011 contaba con una población total de 612727 habitantes, de los cuales 308 814 eran mujeres y 303 913 varones.